# Stenelmis orthotibiata
Stenelmis orthotibiata is een keversoort uit de familie beekkevers (Elmidae). De wetenschappelijke naam van de soort werd in 2002 gepubliceerd door Yang & Zhang.